# Ammophila guichardi
Ammophila guichardi är en biart som beskrevs av De Beaumont 1956. Ammophila guichardi ingår i släktet Ammophila och familjen grävsteklar. Inga underarter finns listade i Catalogue of Life.